# النطاة
النطاة موقع أثري لقرية أو مدينة يعود تاريخها إلى العصر البرونزي، تقع في واحة خيبر شمال غرب شبه الجزيرة العربية، التابعة لمنطقة المدينة المنورة في السعودية.

## الخلفية
يعمل مشروع «خيبر عبر العصور» على مسح وتحديد المواقع الأثرية في المنطقة وهو عمل تعاوني مشترك بين الهيئة الملكية لمحافظة العلا والوكالة الفرنسية لتطوير محافظة العلا والمركز الوطني للبحوث الفرنسي. تم تحديد الموقع الأثري في أكتوبر سنة 2020م من قِبل فريق البحث، إلا أنه كان من الصعب تمييز المخطط والهيكل العام للموقع، لاحقاً في فبراير 2024م، تمت الاستعانة بعمليات مسح ميداني تضمنت مسح بتقنيات عن بُعد وأعمال متخصصة وتصويرية بما في ذلك التصوير الجوي عالي الدقة لمعرفة أكثر عن الموقع ورصد المعالم المخفية تحت الصخور البازلتية. إلى أن تم الكشف عن الموقع في بداية نوفمبر 2024م من قِبل الهيئة الملكية لمحافظة العلا.

## الموقع
تقع النطاة في واحة خيبر؛ شمال هضبة النطاة حيث تطل على وادي صوير، كما ترتبط بالسور الداخلي الذي يحيط بمركز الواحة. وجدت النطاة في الأطراف الشمالية لواحة خيبر تحت طبقات من الصخور البازلتية. حيث تقع واحة خيبر على أطراف حقل بركاني يعرف بـ«حرة خيبر»، وتشكلت عند التقاء 3 أودية وذلك في منطقة جافة، وتعد واحة خيبر إحدى الواحات المحمية التي يعود تاريخها إلى العصر البرونزي وحتى العصر الحديدي في شمال غرب الجزيرة العربية إلى جانب تيماء وقُرَيَّة.

## الوصف
عبارة عن مدينة محصنة من العصر البرونزي، يحيط بها سور حجري يبلغ طوله حوالي 15 كم، وتبلغ مساحتها حوالي 26000 متر مريع (2.6 هكتار) يعود تاريخها إلى حوالي (2400 - 2000 قبل الميلاد) حتى (1500 - 1300 قبل الميلاد). بلغ عدد سكانها 500 نسمة، والمدينة مقسمة إلى منطقة سكنية وأخرى إدارية بالإضافة إلى منطقة مدافن.
تضم حوالي 50 منزلاً بنيت على تلة مرتفعة بين أراض زراعية خصبة في واحة خيبر تحيط بها جبال بركانية.
يُعتقد بأنها تدل على حدوث انتقال كبير من حياة التنقل في فترات المواسم إلى حياة الاستقرار الحضري، وذلك في النصف الثاني من الألفية الثالثة قبل الميلاد. وكان لذلك تأثير اقتصادي واجتماعي في المنطقة.